# آيدن ماكغيدي

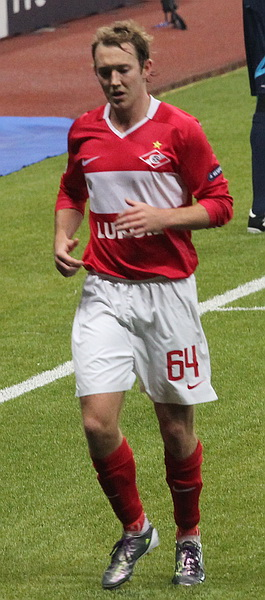

آيدن ماكغيدي (بالإنجليزية: Aiden McGeady)‏ (مواليد 4 أبريل 1986 في غلاسكو، اسكتلندا) لاعب كرة قدم أيرلندي يجيد اللعب في مركز الجناح ويلعب حاليا في سبارتاك موسكو الروسي منذ 2010.